# サンミケーレ・ディ・バーリ
サンミケーレ・ディ・バーリ（イタリア語: Sammichele di Bari）は、イタリア共和国プッリャ州バーリ県にある、人口約6,300人の基礎自治体（コムーネ）。

## 地理

### 位置・広がり

#### 隣接コムーネ
隣接するコムーネは以下の通り。
- カザマッシマ
- トゥーリ
- ジョーイア・デル・コッレ
- アックアヴィーヴァ・デッレ・フォンティ

## 交通

### 鉄道
- スド・エスト鉄道
  - バーリ＝カザマッシマ＝プティニャーノ線 (it:Ferrovia Bari-Casamassima-Putignano)